# 新柏林 (乌拉圭)

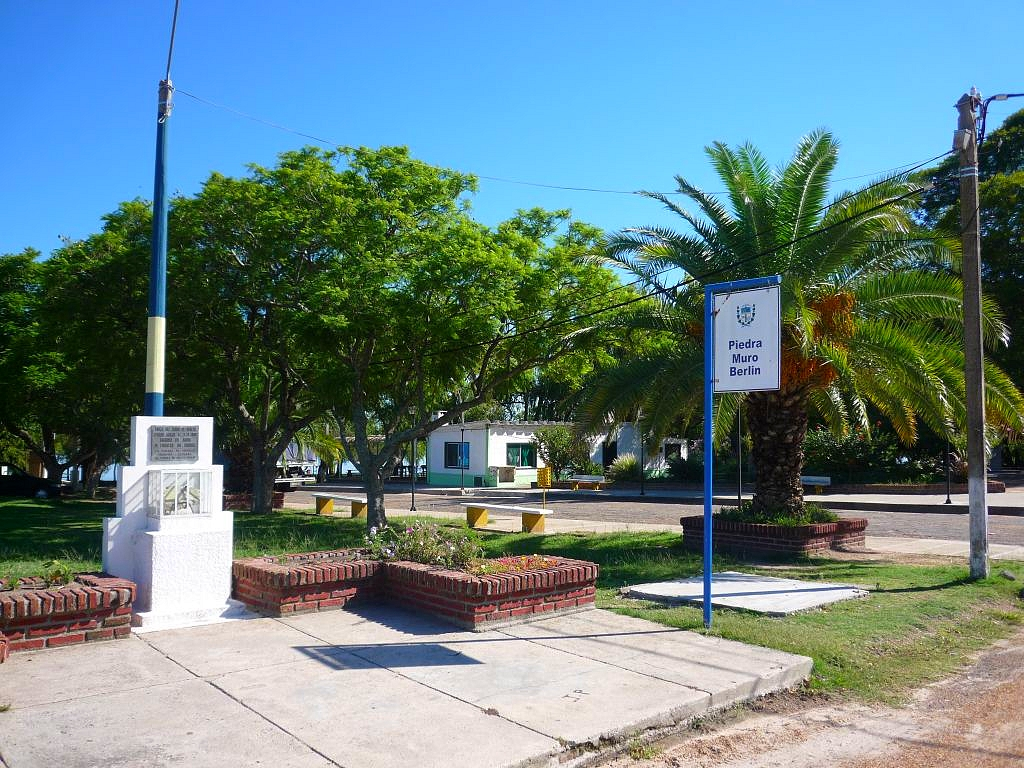

32°58′45″S 58°3′10″W / 32.97917°S 58.05278°W
新柏林（西班牙語：Nuevo Berlín），是烏拉圭的城鎮，位於該國西部，由內格羅河省負責管轄，處於烏拉圭河東岸，距離弗賴本托斯42公里，始建於1875年3月16日，海拔高度10米，2011年人口2,450。